# Sony Alpha 200

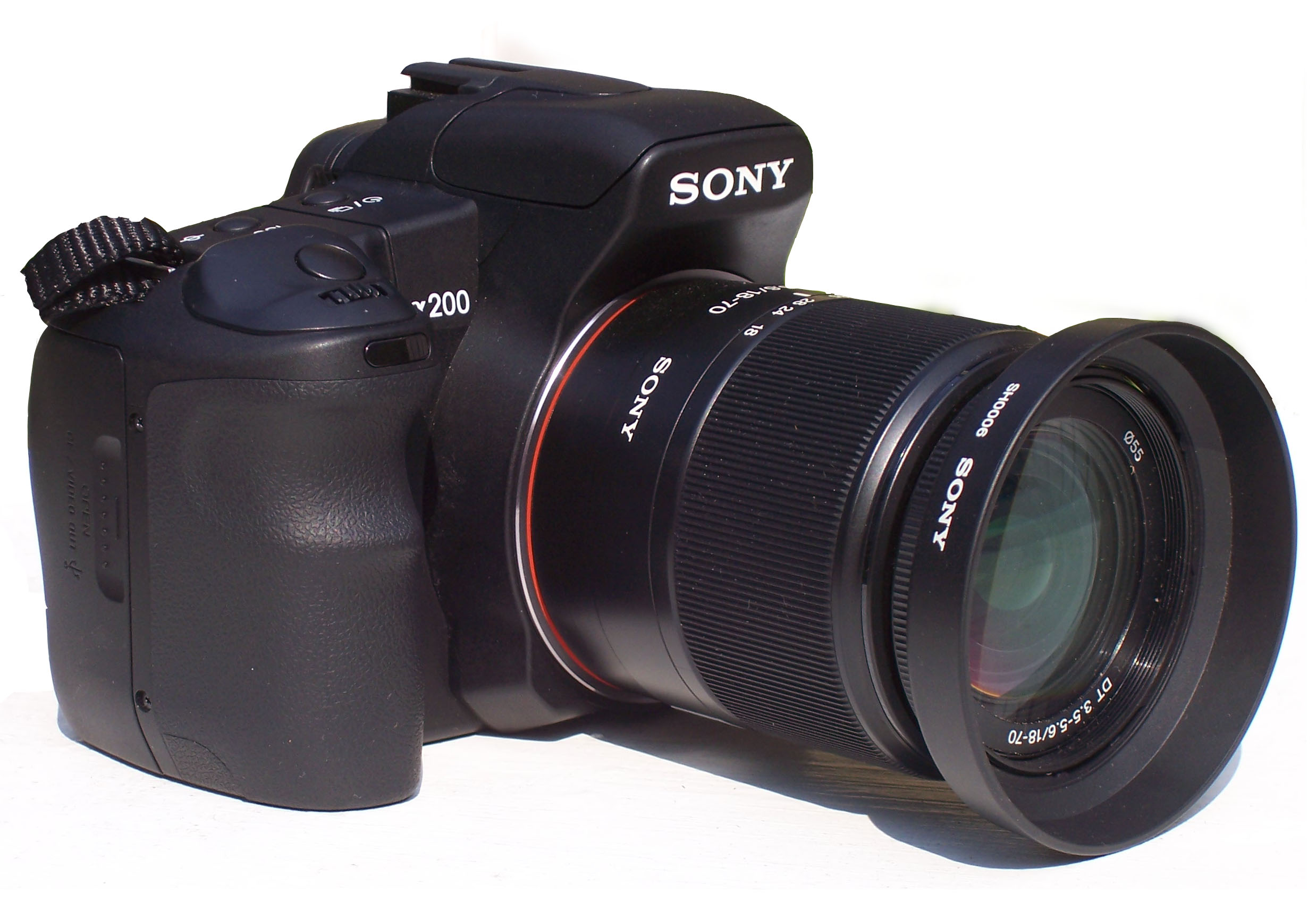
Die Sony a200 mit dem Kitobjektiv DT 18-70

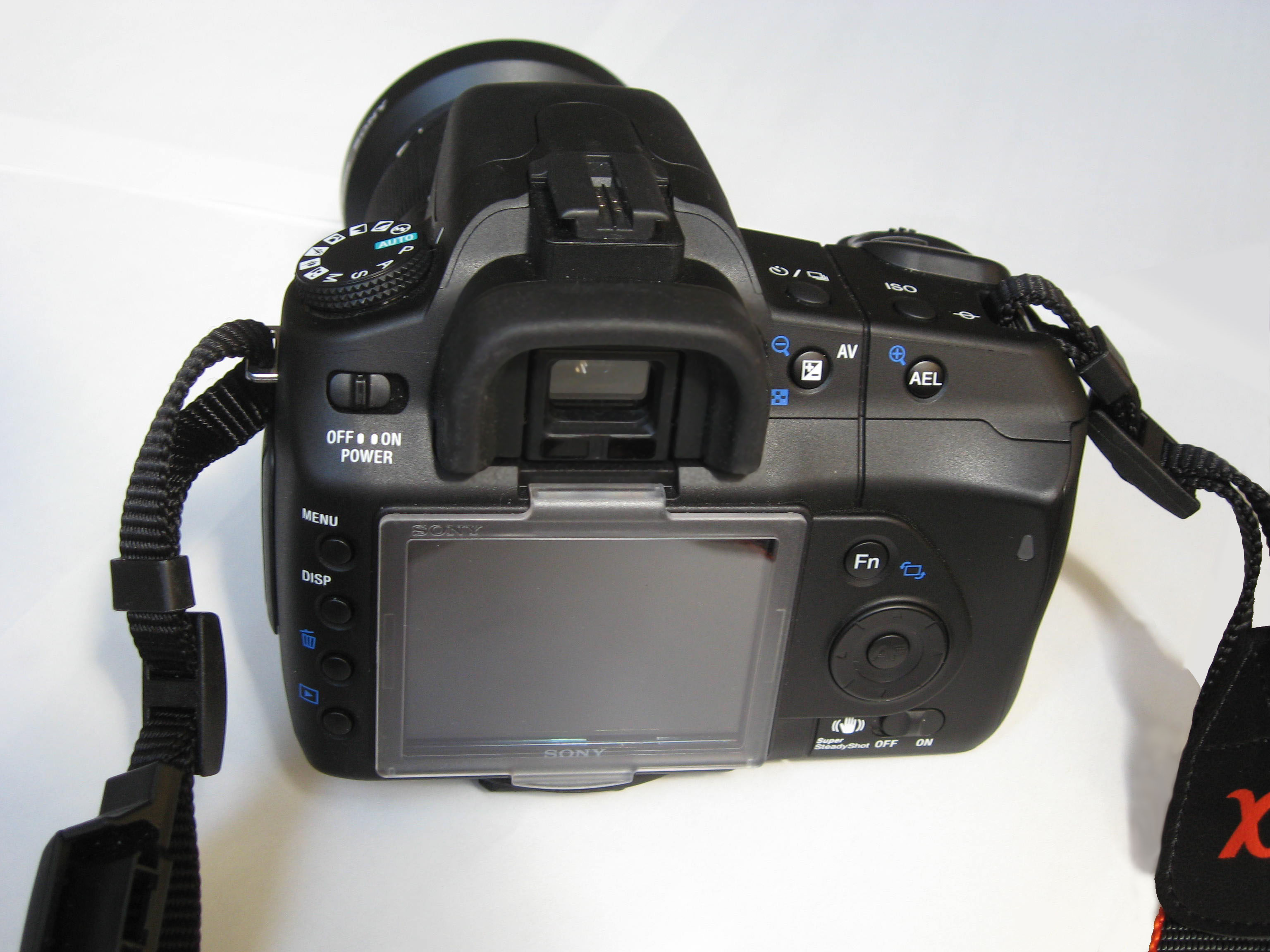
Rückansicht der Sony a200 (mit Displayschutz)

Die α200 (DSLR-A200) ist eine digitale Spiegelreflexkamera aus der {\displaystyle \alpha }-Reihe von Sony, die wie die α300 und α350 im April 2008 eingeführt wurde. Im Gegensatz zu α300 und 350 besitzt sie jedoch kein Live View. Zudem ist das Display nicht schwenkbar, sondern fest angebracht, besitzt aber ebenfalls eine Größe von 2,7 Zoll. Dazu befindet sich das Steuerkreuz etwas näher am Display. Die α200 ist vom Gehäuse her dennoch fast identisch mit α300 und 350 und wiegt im Gegensatz zu diesen nur 532 Gramm (ohne Akku und Objektiv).
Die Alpha 200 verfügt, wie die Sony Alpha 100 und Sony Alpha 300, über einen-CCD-Sensor im APS-C-Format mit effektiv 10,2 Mio. Pixel und einem optimierten Bionz-Prozessor für mehr Bildqualität, weniger Bildrauschen und schnelle Reaktionen.

## Wesentliche Unterschiede zur Sony α300
- Kein Quick AF Live View (Live-Bildvorschau im Display)
- Kein schwenkbares Display
- Kein „Smart-Teleconverter“
- Geringeres Gewicht und kompakte Ausmaße

## Technische Merkmale
- Fest angebrachtes Display, 2,7 Zoll
- Im Gehäuse integrierte Bildstabilisierung Super Steady Shot
- Eye-Start für ein schnelleres Scharfstellen des gewünschten Bildes und Deaktivierung des Displays
- Eingebauter Dynamikbereichs-Optimierer Dynamic Range Optimizer (kurz D-R)
- Verbesserte Sensorreinigungsfunktion zum Schutz vor Verunreinigungen des Bildsensors
- Optionaler Batteriegriff erhältlich
- Funktioniert mit allen Sony- und Minolta-AF-Objektiven